# Незборима нація
«Незборима нація» — українська газета, видання історичного клубу «Холодний Яр». Виходить з січня 1994 12 разів на рік.
Газета — лабораторія вивчення історії Української революції 1917—1920-х, яка спирається на дослідницьку працю історика Романа Коваля. У газеті оприлюднено сотні фактів та документів, які створюють ґрунт для суспільної переоцінки феномену українського Визвольного руху 1920—1930-тих років, ліквідованого окупаційною радянською владою.

## Історія
Газета видається щомісяця в Києві українською мовою.
Від 1991 — під назвою «Нескорена нація», від 1994 — «Незборима нація». Засновник і головний редактор — Роман Коваль.
У 1992—2002 — орган Всеукраїнського політичного об'єднання «Державна самостійність України», від червня 2002 — видання Історичного клубу «Холодний Яр». У надзаголовку гасло — «Українська держава понад усе!».
26 квітня 2023 року Роман Коваль надав дозвіл на публікацію всіх випусків газети «Незборима нація», у тому числі й майбутніх, на умовах вільної ліцензії Creative Commons із зазначенням автора — Поширення на тих самих умовах 4.0 Міжнародна.

## Кредо
Редакція пропонує принципові оцінки історії української історії ХХ ст., протиставляється ліберальному та офіційному науковому дискурсу в дослідженні військової історії бездержавної України. Сміливо порушує табуйовані теми міжнаціональних стосунків — українсько-російських, українсько-єврейських.